# Les Incorruptibles défient Al Capone
 (juillet 2022).
La mise en forme du texte ne suit pas les recommandations de Wikipédia : il faut le « wikifier ».
Les points d'amélioration suivants sont les cas les plus fréquents :
- Les titres sont pré-formatés par le logiciel. Ils ne sont ni en capitales, ni en gras.
- Le texte ne doit pas être écrit en capitales (les noms de famille non plus), ni en gras, ni en italique, ni en « petit »…
- Le gras n'est utilisé que pour surligner le titre de l'article dans l'introduction, une seule fois.
- L'italique est rarement utilisé : mots en langue étrangère, titres d'œuvres, noms de bateaux, etc.
- Les citations ne sont pas en italique mais en corps de texte normal. Elles sont entourées par des guillemets français : « et ».
- Les listes à puces sont à éviter, des paragraphes rédigés étant largement préférés. Les tableaux sont à réserver à la présentation de données structurées (résultats, etc.).
- Les appels de note de bas de page (petits chiffres en exposant, introduits par l'outil «  Source ») sont à placer entre la fin de phrase et le point final[comme ça].
- Les liens internes (vers d'autres articles de Wikipédia) sont à choisir avec parcimonie. Créez des liens vers des articles approfondissant le sujet. Les termes génériques sans rapport avec le sujet sont à éviter, ainsi que les répétitions de liens vers un même terme.
- Les liens externes sont à placer uniquement dans une section « Liens externes », à la fin de l'article. Ces liens sont à choisir avec parcimonie suivant les règles définies. Si un lien sert de source à l'article, son insertion dans le texte est à faire par les notes de bas de page.
- La présentation des références doit suivre les conventions bibliographiques. Il est recommandé d'utiliser les modèles {{Ouvrage}}, {{Chapitre}}, {{Article}}, {{Lien web}} et/ou {{Bibliographie}}. Le mode d'édition visuel peut mettre en forme automatiquement les références.
- Insérer une infobox (cadre d'informations à droite) n'est pas obligatoire pour parachever la mise en page.

Pour une aide détaillée, merci de consulter Aide:Wikification.
Si vous pensez que ces points ont été résolus, vous pouvez retirer ce bandeau et améliorer la mise en forme d'un autre article.
 (juillet 2022).
Pour plus de détails, voir Fiche technique et Distribution.
Les Incorruptibles défient Al Capone (The Scarface Mob) est un téléfilm américain réalisé par Phil Karlson, sorti en 1959.
Il s'agit de l'épisode pilote de la série Les incorruptibles.

## Synopsis
Le 17 juin 1929, en pleine prohibition, au café Montmartre à Chicago, le brigadier Elliott Ness fait une descente pensant coincer Al Capone, qui opère depuis quelque temps un trafic dans les distilleries de la ville. Mais celui-ci a été averti par ses hommes de main et il s'en sort sans une égratignure. Il peut donc continuer son trafic sans être inquiété. Dépité, Elliott Ness décide de créer une brigade constituée des meilleurs agents de la ville, ils seront nommés les Incorruptibles. La chasse à l'homme peut dès lors commencer…

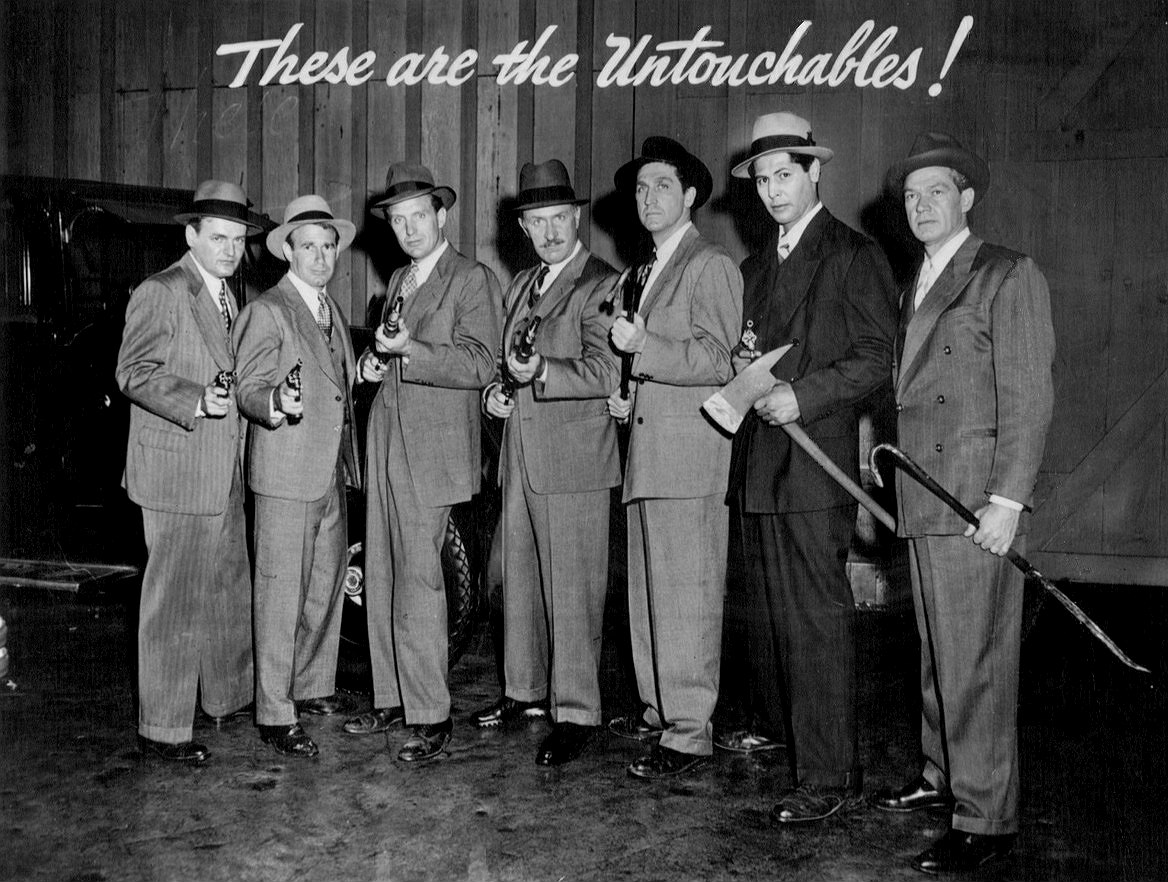
Photo de promotion du casting original des incorruptibles. De gauche à droite: Robert Osterloh, Eddie Firestone, Robert Stack, Keenan Wynn, Peter Leeds, Abel Fernandez et Bill Williams.

## Fiche technique
- Scénario : Paul Monash basé sur l'autobiographie d' Eliot Ness, The Untouchables
- Direction artistique : Ralph Berger et Frank T Smith
- Décors : Sandy Grace
- Costumes : Jerry Bos et Maria Donovan
- Maquillage : Edwin Butterworth
- Photographie : Charles Straumer
- Montage : Robert L. Swanson
- Chorégraphe : Jack Baker
- Production : Quinn Martin
- Société de distribution : Desilu Productions
- Format : Noir et blanc- 1.33 : 1- Mono - Format 35 mm
- Genre : Drame, policier
- Dates de sorties : 
  - États-Unis : diffusé en deux parties entre le 20 avril 1959 et le 27 avril 1959. Sorti en salle en 1961[2]
  - France : Diffusé en salle le 3 février 1961[3]

## Distribution

### Acteurs crédités

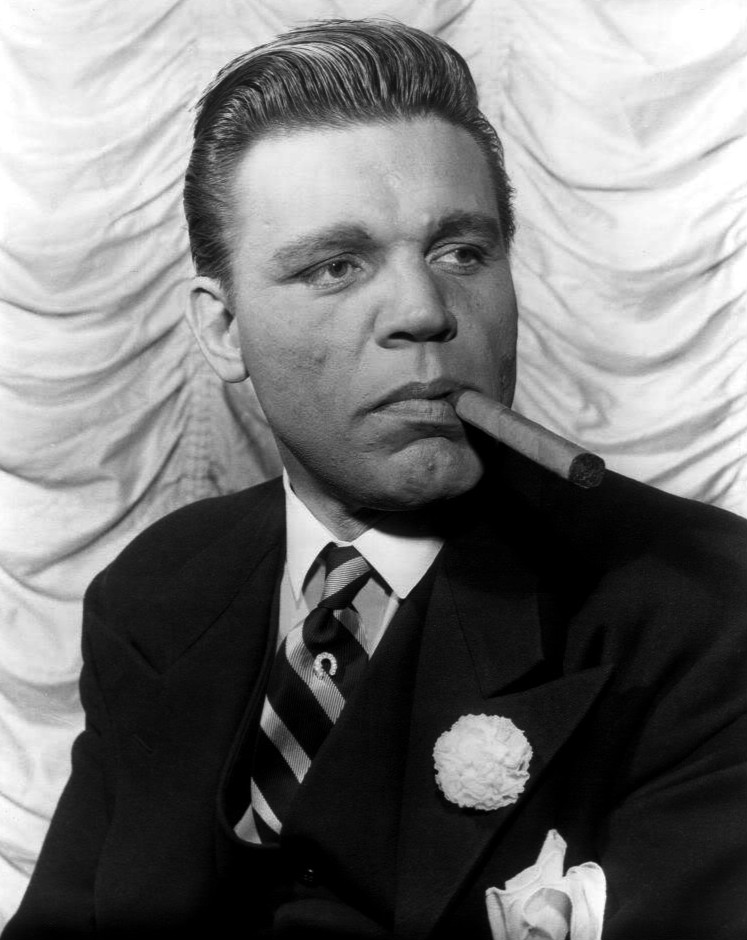
Neville Brand dans le rôle d'Al Capone.

- Robert Stack ( VF: Marc Cassot) : Eliot Ness[4]
- Neville Brand (V.F: Jean Amadou)[5]:Al Capone
- Keenan Wynn (V.F:Jean-Henri Chambois) : Joe Fuselli, un incorruptible
- Barbara Nichols : Brandy LaFrance, la maitresse d'Al Capone
- Pat Crowley : Betty Anderson, la fiancée de Eliott Ness
- Bill Williams : Martin Flaherty, un incorruptible
- Joe Mantell : George Ritchie
- Bruce Gordon (V.F: Marcel Bozzuffi ) : Frank Nitti, le n°2 d'Al Capone
- Peter Leeds : LaMarr Kane, un incorruptible
- Eddie Firestone: Eric Hansen, un incorruptible
- Robert Osterloh : Tom Kopka, un incorruptible
- Paul Dubov: Jack Rossman, un incorruptible
- Abel Fernandez : William Youngfellow, un incorruptible
- Paul Picerni (V.F: Pierre Fromont): Tony Liguri, un gangster
- John Beradino : Johnny Giannini
- Wolfe Barzell : Picco
- Frank Wilcox : Procureur Général Beecher Asburry
- Peter Mamakos : "Bomber" Belcastro
- Wally Cassell : Phil D'Andrea
- Herman Rudin: Mops Volpe
- Richard Benedict : Johnny "Fur" Sammons
- Bern Hoffman: "Gras du pouce" Guzik (en V.O "Greazy Thumb" Guzik)
- Frank DeKova : Jimmy Napoli, un gangster
- James Westerfield : Ed Marriat
- Walter Winchell (V.F:Jacques Thébault) : Narrateur/Présentateur

### Acteurs non crédités
- Sig Ruman : un brasseur de bière
- Robert Anderson : un détective au café Montmartre
- George J. Lewis : un barman
- John Hoyt : l'avocat de Capone
- Bartlett Robinson : Juge Wilkerson
- James Nolan : Chick, un flic sur la prise
- Nicholas Georgiade (V.F: Georges Atlas): un gangster frappé par Ness
- Ric Roman: Al Kenner, un mitrailleur de Capone à la brasserie
- Ralph Brooks: un reporter
- Francis De Sales : l'adjoint au procureur général
- Bess Flowers : une femme à la boite de nuit
- Ben Frommer : un homme au théâtre
- Kenner G Kemp[6] : un homme de main de Capone
- Lou Krugman : un gangster
- William O'Brien: un serveur
- Jack Tornek : un serveur au dancing
- Brick Sullivan: un agent fédéral dans le camion rempli de bière.
- Harry Wilson (V.F: Jean Clarieux) : un gangster arrêté

## Autour du film
Le film fut entièrement tourné aux studios de télévision Desilu, à Culver City en Californie.
Cet épisode pilote est dirigé par l'un des plus grands réalisateurs de film noir, Phil Karlson, à qui l'on doit notamment Les Frères Rico et Le Quatrième Homme qui inspirera Quentin Tarantino pour son film Reservoir Dogs . Il reçut pour cet épisode pilote le prix de la meilleure réalisation d'un épisode de télévision de la part de la guilde des réalisateurs d'Amérique (la DGA, Directors Guild of America).
Le film bénéficie également d'une impressionnante distribution et tous les acteurs y jouent très bien en particulier Robert Stack qui selon Budd Boetticher, qui le dirigea dans La Dame et le Toréador (The bullfighter and the lady, 1951) n'était pas un très grand acteur dramatique et ne savait pratiquement pas jouer mais qui, toujours selon lui, s'en sortira toujours très bien dans des rôles énergiques comme celui d'Elliot Ness pour lequel il n'avait pas besoin d'une grande puissance de jeu et pouvait jouer simplement au naturel. Il fut si convaincant auprès du public américain qu'il tiendra le même rôle durant les 119 épisodes de la série et deviendra rapidement une star. Mais également Keenan Wynn habitué au rôle comique (le colonel "Bat" Guano dans Docteur Folamour, le scénariste Harry Silver dans Jerry souffre-douleur…) qui joue ici un rôle particulièrement dramatique. Enfin, Neville Brand qui incarne à la perfection Al Capone, la ressemblance physique n'étant pas frappante, mais ses mimiques et son jeu compulsif feront de ce rôle, son rôle le plus connu et le triomphe de sa carrière.
Seuls Robert Stack et Abel Fernandez reprendront leurs rôles d'incorruptibles dans la série. Jerry Paris, Steve London et Anthony George viendront les rejoindre. Paul Picerni et Nicholas Georgiade, qui jouaient des petits rôles de gangsters dans le pilote, joueront eux aussi des incorruptibles tout le long de la série.
Le classique du jazz Ain't Misbehavin' du jazzman Fats Waller peut être entendu dans le film.